# Woldeab Woldemariam
 (mai 2009).
Si vous disposez d'ouvrages ou d'articles de référence ou si vous connaissez des sites web de qualité traitant du thème abordé ici, merci de compléter l'article en donnant les références utiles à sa vérifiabilité et en les liant à la section « Notes et références ».
Woldeab Woldemariam, né le 27 avril 1905 à Adi Zarna (province de Seraye) et mort le 15 mai 1995 à Asmara, est un homme politique et journaliste érythréen.

## Biographie
Woldeab étudie à la mission suédoise où il obtient son bac. Il fonde le premier journal en tigrinya : Hanti Ertra en 1947. Il cofonde le premier syndicat de travailleurs de l'histoire africaine : La Confédération des travailleurs érythréens.
Il s'engage politiquement avec les indépendantistes en joignant le Parti pour la liberté et le progrès (PLP), mené par le Ras Tessema Asborom. Il participe à la fondation du bloc indépendantiste avec le cheikh Ibrahim Sultan Ali et le Degeat Seid Abdelkader Kebire, leaders de la Ligue musulmane (pro-indépendance).
Très vite les dirigeants du grand voisin éthiopien désirant incorporer l'Érythrée à leur empire, voient d'un très mauvais œil cette alliance interreligieuse et pratique la politique de l'intimidation en assassinant Seid Abdelkader Kebire en 1949. Woldeab est choisi par les Nations unies pour traduire la Constitution érythréenne de l'italien à l'anglais et au tigrinya. Il est élu député en 1950, malgré le fait que les Anglais ont délibérément modifié les résultats en faveur des fédérationnistes.
En raison d'une vague de répression anti-indépendantistes, Woldeab s'enfuit en Égypte où il cofonde le Mouvement de libération de l'Érythrée (MLE). Il ensuite participe à la fondation du FLE (Front de libération de l'Érythrée) en 1962.
Il vécut aux États-Unis jusqu'à l'indépendance de l'Érythrée en 1991. Il meurt en 1995 à Asmara.
Woldeab Woldemariam est considéré comme l'un des pères de l'indépendance érythréenne.